# 1288

## Události
- březen, možná květen – svatba Záviše z Falkenštejna s Alžbětou Kumánkou ve Stoličném Bělehradě
- v Lisabonu založena první univerzita v Portugalsku

## Narození
- 1. září – Eliška Rejčka, česká a polská královna († 18. října 1335)
- ? – Ivan I. Kalita, kníže moskevský a vladimirský z dynastie Rurikovců († 31. března 1341)
- ? – Karel I. Robert z Anjou, uherský král († 16. července 1342)
- ? – Levi ben Geršom, židovský rabín, filosof, matematik a astronom († 1344)
- ? – Ján I. Drugeth, uherský palatin († 1333)
- ? – Filip I. Drugeth, uherský palatin († 1327)

## Úmrtí
- 15. února – Jindřich III. Míšeňský, markrabě míšeňský, durynský a saský (* 1215)
- 24. dubna – Gertruda Babenberská, rakouská vévodkyně (* 1226)
- 5. června – Jindřich VI. Lucemburský, lucemburský hrabě (* 1252)
- 29. září – Matylda Brabantská, hraběnka z Artois a ze Saint-Pol (* 1224)
- 30. září – Lešek II. Černý, polský kníže z rodu Piastovců (* kolem 1241)
- ? – Mechtylda Holštýnská, dánská královna jako manželka Abela Dánského (* 1205 nebo 1210)

## Hlava státu
- České království – Václav II.
- Svatá říše římská – Rudolf I. Habsburský
- Papež –
- Anglické království – Eduard I.
- Francouzské království – Filip IV. Sličný
- Polské knížectví – Lešek II. Černý – Jindřich IV. Probus
- Uherské království – Ladislav IV. Kumán
- Kastilské království – Sancho IV. Kastilský
- Byzantská říše – Andronikos II. Palaiologos
- Osmanská říše – Osman I.